# David Zalkaliani
David Zalkaliani (en georgiano: დავით ზალკალიანი; nacido el 27 de febrero de 1968) es un diplomático de carrera y ministro de Asuntos Exteriores de Georgia desde el 21 de junio de 2018. 

## La carrera
En 1992, después de que Georgia recuperase su independencia, Zalkaliani se incorporó al Ministerio de Asuntos Exteriores desempeñando un cargo de Attaché en el Departamento de Organizaciones Internacionales, posteriormente, en 1995 fue ascendido al jefe adjunto de la división del mismo departamento.
En aquellos tiempos, para Georgia fue un asunto de gran importancia, encontrar un lugar propio en el sistema de relaciones internacionales y unirse a las organizaciones internacionales. Desde este tiempo, Georgia inició la cooperación con la Comunidad Europea, quien reconoció la independencia de Georgia en 1992. En aquellos años la cooperación entre Georgia y la Comunidad Europea se centraba principalmente en los asuntos humanitarios y técnicos, en los que Zalkaliani estuvo activamente involucrado. 
De 1996 al 2000 Zalkaliani desempeñó un cargo de consejero en la Embajada de Georgia en la República de Austria. Participó en el proceso de negociación sobre el texto del Acuerdo de Adaptación del Tratado de las Fuerzas Armadas Convencionales en Europa y en varias importantes cumbres de alto nivel, como la Cumbre de Budapest de 1994, la Cumbre de Lisboa de 1996, la Cumbre de Estambul de 1999. Zalkaliani participó activamente en las negociaciones de retirada de las fuerzas armadas rusas desde el territorio de Georgia. Durante su mandato diplomático en Austria, Georgia fue representado en Viena por su eminente diplomático el embajador Levan Mikeladze. Posteriormente, Zalkaliani se unió a Mikeladze, cuando él se envolvió activamente en actividades sociales y políticas. 
Entre 2000 y 2001 Zalkaliani continuó su carrera como el consejero en el departamento de Asuntos Europeos, en el Ministerio de Asuntos Exteriores de Georgia. Su responsabilidad incluía profundizar las relaciones bilaterales entre Georgia y los estados europeos. 
En 2001-2002 Zalkaliani regresó a Viena como representante Permanente Adjunto de Georgia.  
Entre 2002 y 2004 Zalkaliani continuó su carrera como primer consejero en la Embajada de Georgia en los Estados Unidos, México y Canadá. Dicho periodo estuvo marcado por la intensificación de la cooperación entre Georgia y los EE. UU. en el ámbito de defensa. 
En 2004 Zalkaliani continuó su carrera diplomática en Uzbekistán como Embajador Extraordinario y Plenipotenciario de Georgia en la República de Uzbekistán y Tayikistán. Durante este periodo las relaciones bilaterales entre los países se intensificaron considerablemente en las áreas políticas y económicas. 
En 2007 Zalkaliani fue nombrado como el director del Departamento de Relaciones Globales en el Ministerio de Asuntos Exteriores de Georgia y durante el año siguiente como el embajador de Misión Especial.
En 2008 asumió el cargo del Embajador Extraordinario y Plenipotenciario de Georgia en la República de Bielorrusia. 
En 2009 dimitió del puesto del Embajador y junto con las personas de las ideas afines entró en política. Participó activamente en la creación del partido político -¨Demócratas Libres¨, a la que siguió la victoria de la Coalición del Sueño Georgiano en las elecciones parlamentarias del 2012. En el Parlamento la facción ¨el Sueño Georgiano - Demócratas Libres¨ fue fundado. El mismo año, Zalkaliani fue nombrado como Primer Viceministro de Asuntos Exteriores de Georgia.
Desde su nombramiento como Primer Viceministro de Asuntos Exteriores y junto con el desempeño de otras tareas importantes, David Zalkaliani estuvo activamente involucrado en el proceso de preparación del Acuerdo de Asociación entre Georgia y la Unión Europea, siendo un negociador principal por parte de Georgia. Las negociaciones se finalizaron con el éxito el 27 de junio de 2014 con la firma del Acuerdo de Asociación entre la Unión Europea y Georgia, incluyendo la zona de libre comercio de alcance amplio y profundo (AA/ZLCAP). A partir de 2012 a 2014, Zalkaliani fue un negociador principal de parte de Georgia en las Discusiones Internacionales de Ginebra y copresidente del grupo de trabajo de la Carta de Asociación Estratégica de los EE. UU. y Georgia.
En 2015 David Zalkaliani continuó su carrera diplomática como director ejecutivo de la Fundación Levan Mikeladze. Durante su mandato, sus actividades incluyeron la investigación de la política pública y la puesta en marcha de proyectos de promoción, desarrollo de capacidades para diplomáticos, así como la celebración de debates académicos y públicos sobre prioridades de política exterior.
En 2016 Zalkaliani asumió una vez más el puesto de Primer Viceministro de Asuntos Exteriores y el 21 de junio de 2018 fue ascendido a ministro de Asuntos Exteriores de Georgia. 
En 2007 se le concedió un rango diplomático de embajador extraordinario y plenipotenciario.

## Formación
En 1992 se licenció en derecho internacional en la Universidad Estatal de Tiflis. Habla inglés y ruso.

## Familia
Está casado y tiene dos hijas.